# Apashe
Джон Де Бак (фр. John de Buck, род. 9 мая 1992, Брюссель), более известный как Apashe, — бельгийский музыкальный продюсер. В настоящее время проживает в Монреале.

## Биография
Уже в 9-летнем возрасте он играл на барабанах вместе с отцом, а свои первые шаги в музыке он сделал благодаря своей сестре. После того, как она загрузила музыкальное программное обеспечение на семейный компьютер, подросток с головой ушёл в процесс создания мелодий.
Его мелодии сопровождали рекламные ролики различных крупных франшиз, таких как Marvel, GoPro, Netflix, NBA, Samsung или Форсаж.
Его музыка также использовалась для фонового звукового оформления некоторых видеоигр, таких как Assassin’s Creed, Far Cry, Watch Dogs и Saints Row IV.
Параллельно с написанием композиций для компьютерных игр Apashe тренировался в создании авторской музыки, что привело его в итоге в Kannibalen Records и выпуску премьерных мини-альбомов Contamination и Ritual. С тех пор дискография пополнялась каждый год — на смену Black Mythology пришли Battle Royale/Black Gold и Golden Empire.
В 2014 году настал черед Battle Royale feat. Panther и No Twerk — последний трек, появившийся в тандеме с Panther и Odalisk, произвел настоящий фурор и особенно полюбился в России. Песня примечательна ещё и тем, что в 2015 году в одном из выпусков шоу «Танцы» на ТНТ под неё выходила и «раскачивала» танцпол команда Мигеля.

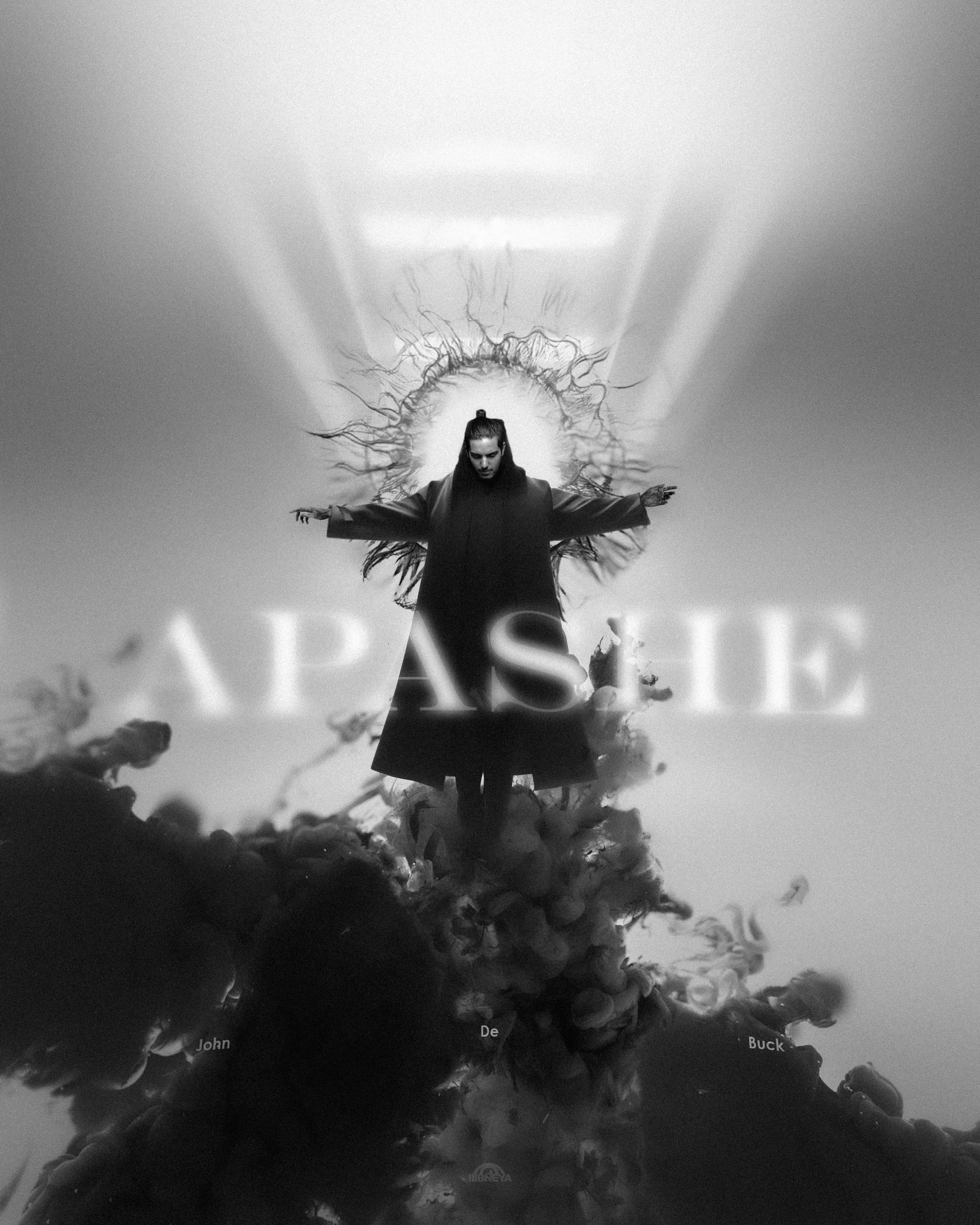
Apashe

В 2020 году выпустил альбом Renaissance. Великолепное сочетание современной электронной танцевальной музыки с игрой живого оркестра вызвало настоящий ажиотаж в определённых кругах. В работе наблюдается как влияние произведений известных классических исполнителей, так и современных EDM трендов. Были приглашены самые разные музыканты для его создания: начиная от других композиторов электроники заканчивая известными рэперами, самый популярный из которых Tech N9ne. Сам же Apashe называет альбом «опытом, поистине изменившим жизнь».
2021: Apashe при уч. Инстасамки — Uebok (Gotta Run).
2021: Apashe — Witch (при уч. Alina Pash).

## Дискография
- 2013 — Black Mythology
- 2013 — Funky Family
- 2014 — Golden Empire
- 2014 — No Twerk
- 2015 — I’m a Dragon
- 2015 — Tank Girls
- 2016 — Copter Boy
- 2018 — Requiem
- 2020 — Renaissance
- 2021 — I Killed the Orchestra
- 2022 — Rip
- 2023 — Antagonist